# The Snare
The Snare è un cortometraggio muto del 1912 diretto da Theodore Wharton.

## Produzione
Il film fu prodotto dalla Essanay Film Manufacturing Company.

## Distribuzione
Distribuito dalla General Film Company, il film - un cortometraggio di una bobina - uscì nelle sale cinematografiche statunitensi il 17 ottobre 1912.